# 高木正陳
高木 正陳（たかぎ まさのぶ）は、江戸時代中期の大名。河内国丹南藩の6代藩主。通称は大学。官位は従五位下・主水正。

## 略歴
4代藩主・高木正盛の次男として誕生した。母は板倉重矩の娘。
天和元年（1681年）7月11日、先代藩主で兄の高木正豊が嗣子無くして若死にしたため、その跡を継いだ。同年7月22日、5代将軍・徳川綱吉に御目見する。
元禄元年（1688年）には叡福寺の上の御堂、二天門、回廊、鐘楼を建立している。
元禄2年（1689年）5月14日、大番頭に就任する。同年12月27日、従五位下・主水正に叙任する。元禄12年（1699年）2月2日、河内国丹南郡内の領地の一部を下野国足利郡内に移される。正徳元年（1711年）1月11日、奏者番に就任する。元文6年（1741年）正月に病に倒れ、2月5日に死去した。享年77。跡を養嗣子の正恒が継いだ。墓所は東京都杉並区永福の栖岸院。
茶人であり、一尾伊織の門人の一人であった。

## 系譜
- 父：高木正盛（1635年 - 1670年）
- 母：板倉重矩の娘
- 養父：高木正豊（1662年 - 1681年）
- 正室：本多正永の娘
  - 長男：高木正府（1696年 - 1719年）
  - 次男：板倉勝里（1706年 - 1743年） - 板倉重泰の養子
- 生母不明の子女
  - 女子：谷衛衝正室
  - 女子：遠山友由正室
  - 女子：永井直堯正室
  - 女子：服部保弘正室